# Monopoli públic
En economia, un monopoli públic o monopoli estatal és una forma de monopoli coercitiu en el qual una agència estatal o una empresa pública és l'únic proveïdor d'un bé o servei particular. És un tipus de monopoli artificial creat per l'Estat.
La reglamentació estatal prohibeix tota competència per part d'agents econòmics diferents a l'Estat. Aquest monopoli pot ser justificat per raons estratègiques en certs casos particulars de monopoli natural; per exemple, la provisió d'aigua potable. Es diferencia d'un estanc, ja que en aquest l'Estat no és el proveïdor, sinó que atorga el monopoli a un individu o a una companyia privada a canvi d'un ingrés al fisc.

## Exemples
En molts països, el sistema postal és dirigit per l'Estat i la competència és prohibida per llei en alguns o tots els serveis. Als països escandinaus, alguns béns considerats perjudicials són distribuïts per mitjà d'un monopoli estatal. En particular, a Finlàndia, Islàndia, Noruega i Suècia, empreses públiques posseeixen monopolis per a la venda de begudes alcohòliques, casinos i altres institucions per a apostes també poden ser monopolitzades.
Així mateix, els sistema de seguretat social, on el govern controla la indústria i prohibeix específicament la competència, com al Canadà, són monopolis estatals.